# Theridion triviale
Theridion triviale är en spindelart som beskrevs av Tord Tamerlan Teodor Thorell 1881. Theridion triviale ingår i släktet Theridion och familjen klotspindlar. Inga underarter finns listade i Catalogue of Life.